# Alfoz de Santa Gadea
Alfoz de Santa Gadea est une commune d'Espagne dans la communauté autonome de Castille-et-León, province de Burgos.  Elle s'étend sur 34,39 km2 et comptait environ 112 habitants en 2011.